# Fast Track
 (octobre 2023).
Si vous disposez d'ouvrages ou d'articles de référence ou si vous connaissez des sites web de qualité traitant du thème abordé ici, merci de compléter l'article en donnant les références utiles à sa vérifiabilité et en les liant à la section « Notes et références ».
Fast Track est une série télévisée américano-canadienne en 22 épisodes de 45 minutes créée par Gary Markowitz, et diffusée entre le 3 août 1997 et le 12 mars 1998 sur Showtime aux États-Unis et The Movie Network au Canada.
En France, la série a été diffusée à partir du 11 septembre 1998 sur Jimmy.

## Synopsis
Ancien pilote professionnel, le docteur Richard Beckett veut définitivement tourner la page de la course automobile. Mais le jour où son grand rival, Christian Chandler, lui propose de revenir dans les paddocks, en tant que médecin chef de son équipe de course, il replonge.

## Fiche technique
- Titre original : Fast Track
- Titre français :
- Sociétés de production : Alliance Entertainment
- Société de distribution :
- Chaîne d'origine : Showtime et The Movie Network
- Pays d'origine :  États-Unis et  Canada
- Langue originale : anglais
- Genre : Action
- Durée : 45 minutes

## Distribution

### Acteurs principaux
- Keith Carradine: Dr. Richard Beckett
- Duncan Regehr: Christian Chandler Jr.
- Brandy Ledford: Mimi Chandler
- Guylaine St. Onge: Nicole Chandler
- Tristan Rogers: Harry
- Randy J. Goodwin: Kennedy Winslow
- Jenny Cooper: Wendy Servine
- Michael Copeman: Darrel Butts
- Marc Daniel: Nando
- Sebastian Spence: Stevie Servine
- Fred Williamson: Lowell Carter

### Voix françaises
- Joël Zaffarano: Dr. Richard Beckett

 Source et légende : version française (VF) sur RS Doublage

## Épisodes
1. Titre français inconnu (Beckett’s Return)
2. Titre français inconnu (Sweet Thunder)
3. La Groupie (The Race Fan)
4. Le Doute et la Foi (Lap of Faith)
5. Père et Fils (Fathers & Sons)
6. Dérapage (Fast Money)
7. Toute la Vérité (The Whole Truth)
8. Revanche (Combustions)
9. Une Chance à Saisir (Kennedy Gets a Ride)
10. Situation Triangulaire (Triangle)
11. L'Alcool ne fait pas le Héros (Winners & Sinners)
12. Arrêt Technique (Sibling Rivalry)
13. Violence Verbale (Fighting Words)
14. Opération Délicate (Real Time)
15. La Rebelle (Kat’s Cradle)
16. L'Incursion Japonaise (Going Japanese)
17. Le Bon Vieux Temps (Good Old Days)
18. Le Retour de Jeff (Jeff’s Back)
19. La Tentation de Beckett (My Mother, Myself)
20. Hold Up (Guys with Guns)
21. Sitcom à Eagle Ridge (Deconstructing Eagle Ridge)
22. Changement de Cap (Change of Heart)